# Véloroute Marie-Hélène-Prémont
La Véloroute Marie-Hélène-Prémont est une piste cyclable, segment de la Route Verte 5, située dans la municipalité régionale de comté de la Côte-de-Beaupré au Canada. Il s'agit du prolongement du Corridor du Littoral à l'extérieur des limites de la ville de Québec, à partir des Chutes Montmorency, en direction de La Côte-de-Beaupré.
Elle est nommée en l'honneur de Marie-Hélène Prémont.